# Amara haldermani
Amara haldermani är en skalbaggsart som beskrevs av Thomas Casey. Amara haldermani ingår i släktet Amara och familjen jordlöpare. Inga underarter finns listade i Catalogue of Life.